# Eidsvold (pansarskepp)
Eidsvold var ett norskt pansarskepp som sänktes av den tyska jagaren Wilhelm Heidkamp den 9 april 1940 precis utanför Narvik under den tyska invasionen. Endast sex av 175 man överlevde. Samtidigt sänktes systerfartyget Norge.